# Tessmannianthus
Tessmannianthus es un género  de plantas fanerógamas pertenecientes a la familia Melastomataceae. Comprende 7 especies descritas y de estas, solo 6 aceptadas. Se distribuye desde Panamá a Colombia, Ecuador y Perú.

## Descripción
Son árboles que alcanzan un tamaño de 9-16 m de altura. Flores 5(6)-meras, en panículas multifloras terminales. Hipanto campanulado a cilíndrico, terete en el fruto; tubo del cáliz generalmente bien desarrollado, truncado, rebordeado o con 5 lobos ovados bien definidos; dientes exteriores del cáliz conspicuos, excediendo los lobos del cáliz u obsoletos. Pétalos elíptico-oblongos y sésiles en la base u obovado-suborbiculares a angostamente obovados y atenuándose hacia una uña basal. Estambres 10(-12), fuertemente dimorfos, los estambres más grandes insertados en el receptáculo, antisépalos, los más pequeños insertados en el receptáculo, antipétalos; anteras grandes subuladas, geniculadas en la inserción del filamento, ventralmente arqueadas, abriéndose por 2 poros confluentes ventralmente inclinados, el conectivo prolongado dorsibasalmente en un apéndice profundamente 2-fido, ventralmente volteado hacia arriba; anteras pequeñas linear-oblongas, erectas a curvadas hacia adentro con las 2 tecas de cada antera divergiendo entre sí por 1/3 o 2/3 de la parte distal de su longitud, cada teca abriéndose por un poro dorsalmente inclinado, el conectivo prolongado dorsibasalmente en un apéndice deflexo simple o 2-fido. Ovario súpero o parcialmente ínfero, 3-(5)-locular. Fruto en cápsula loculicida; semillas 2-2.5 mm, angostamente piramidales, cuneadas a anguladas.

## Taxonomía
El género fue descrito por Friedrich Markgraf y publicado en Notizblatt des Botanischen Gartens und Museums zu Berlin-Dahlem 9(90): 1141. 1927.

## Especies aceptadas
A continuación se brinda un listado de las especies del género Tessmannianthus  aceptadas hasta mayo de 2014, ordenadas alfabéticamente. Para cada una se indica el nombre binomial seguido del autor, abreviado según las convenciones y usos:
- Tessmannianthus calcaratus (Gleason) Wurdack
- Tessmannianthus carinatus Almeda
- Tessmannianthus cenepensis Wurdack
- Tessmannianthus cereifolius Almeda
- Tessmannianthus gordonii Almeda
- Tessmannianthus heterostemon Markgr.